# 吕萨克莱塞格利斯
吕萨克莱塞格利斯（法語：Lussac-les-Églises，法語發音：[lysak le.z‿eɡliz]）是法国新阿基坦大区上维埃纳省的一个市镇，属于贝拉克区。

## 地理
吕萨克莱塞格利斯（46°20'44"N, 1°10'29"E）面积41.02 平方千米，位于法国新阿基坦大区上维埃纳省，该省份为法国中西部省份，北起顺时针与安德尔省、克勒兹省、科雷兹省、多爾多涅省、夏朗德省和维埃纳省接壤。
与吕萨克莱塞格利斯接壤的市镇（或旧市镇、城区）包括：库隆日莱塞罗勒、蒂伊、布里格伊勒尚特尔、茹阿克、马尼亚克拉瓦勒、圣莱热马尼亚泽、圣马尔坦勒莫尔、泰尔萨讷、韦尔讷伊穆斯捷。

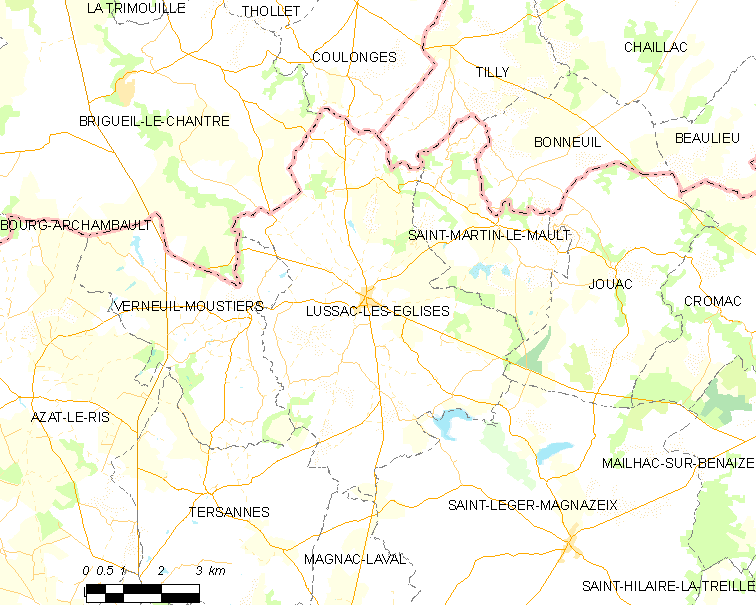
吕萨克莱塞格利斯的OSM定位图

吕萨克莱塞格利斯的时区为UTC+01:00、UTC+02:00（夏令时）。

## 行政
吕萨克莱塞格利斯的邮政编码为87360，INSEE市镇编码为87087。

## 政治
吕萨克莱塞格利斯所属的省级选区为沙托蓬萨克县。

## 人口

1962-2008年间吕萨克莱塞格利斯人口变化图示

吕萨克莱塞格利斯于2022年1月1日时的人口数量为463人。